# Montgomery megye (Kansas)
Montgomery megye az Amerikai Egyesült Államokban, azon belül Kansas államban található. Megyeszékhelye Independence, legnagyobb városa Coffeyville. Lakosainak száma 31 486 fő (2020. április 1.). Montgomery megye Wilson, Labette, Washington, Nowata, Neosho, Elk és Chautauqua megyékkel határos.

## Népesség
A megye népességének változása:
| Lakosok száma | 35 365 | 34 738 | 34 362 | 34 292 | 33 314 | 31 486 |
|               | 2010   | 2011   | 2012   | 2013   | 2015   | 2020   |